# دیو له گریز
دیو له گریز (انگلیسی: Dave Le Grys؛ زادهٔ ۱۰ اوت ۱۹۵۵) دوچرخه‌سوار اهل بریتانیا است.